# Kentucky Mountain Saddle Horse
Kentucky Mountaint Saddle Horse är en hästras som utvecklats i USA av uppfödare i bergsregionerna i delstaten Kentucky. Rasen upptäcktes så sent som under slutet av 1980-talet. Idag är rasrenheten ganska svag då många olika sorters hästar kan registreras som en Kentucky Saddle Horse, så länge de möter rasens standard. Sedan 2002 registreras även skäckfärgade och tigrerade hästar i ett eget register i en systerförening, men går då under namnet "Spotted mountain horse". Kentucky mountain och spotted mountain har ännu inte fått status som egen ras i USA, men de har ett starkt släktskap med Rocky Mountain-hästen, då de båda raserna i grund och botten härstammar från samma hingst. 

## Historia
Kentucky mountain saddle horse har sin härstamning i hästar som avlats fram av de bergsfolk som bosatte sig i bergskedjan Appalacherna i delstaten Kentucky under 1800-talet. Basen för aveln bestod av hästar som härstammade från de berömda spanska hästarna som förts till USA under 1500-talet och 1600-talet av de spanska conquistadorerna. Raser som dokumenterats var numera utdöda raser som Narragansett pacer, Spansk Jennet och de små men mycket snabba Gallowayponnyerna från Skottland som förts till USA med brittiska nybyggare. Deras mål med aveln var att få fram en häst som kunde fungera både som arbetshäst och ridhäst i den mycket tuffa bergsterrängen. Den extra gångarten från Narragansett pacer-hästarna gav en mycket säker men snabb och bekväm ridhäst, något som var mycket viktigt då många timmar tillbringades i sadeln.
1890 besökte en familj från Virginia familjen Tuttle i Log Lick i Kentucky och sålde en ung hingst till dem. Denna hingst skulle sedan bli farfar till en mycket välkänd hingst vi namn Tobe, som senare ändrades till Old Tobe då hingsten blev över 30 år gammal. Old Tobe, berömd för sin chokladbruna färg, ljusa man och svans, den extra gångarten och sitt goda humör räknas som stamfader till många bergsraser runt Kentucky och då framförallt Rocky Mountain- hästarna som avlades fram av Sam Tuttle. Även Richard Palmer blev ett stort namn i Kentucky Mountain Saddle-hästens historia. Richard Palmer var känd i Kentucky för sin hingst Major I, en gyllene palominofärgad häst som var en avkomma till Old Tobe. Major I skulle bli far till en lång rad med hästar som visade samma flaxfux-färg som sin far. Troligtvis på grund av Tobe's starka arvsanlag. Palmer blev känd för sina "gyllene" hästar som alltid hade en extra gångart. Hans uppfödningar brännmärktes alltid med en specifik sifferkombination så att ingen skulle kunna sälja liknande hästar i Palmers namn. 
Richard Palmer fortsatte föda upp hästarna, främst tänkta att registreras som palominos som hade blivit omåttligt populära i USA. En av de mest framstående hingstarna var Major I:s son Marjor II vars mamma var en amerikansk travare. Alla Major I's söner korsades med en lång rad olika ston av alla olika slags raser, korsningar och även hästar med helt okänd härstamning. Alla avkommor ärvde den gyllene färgen med den ljusa manen, samt den extra gångarten som var mycket bekväm för ryttaren. Än idag avlar Richard Palmer fram dessa hästar på sin farm i Sadieville i Kentucky.
Hästarna var dock mycket okända för resten av USA och när hästarna gradvis ersattes av motorfordon och traktorer började antalet hästar att sina. Uppfödaren Junior Robinson fick dock höra talas om dessa hästar under senare delen av 1980-talet och var fast besluten att avla och bevara denna ras, innan den helt dog ut. Junior Robinson var mycket förtjust i rasens alla egenskaper men mycket bekymrad över rasrenheten hos hästarna. Dokumenterade stamtavlor eller stamböcker fanns inte då alla hästars härstamning hade berättats muntligt från generation till generation. Det fanns inte många bevis på att dessa muntliga stamtavlor var helt sanningsenliga. Robinson startade en förening för rasen redan 1989, "Kentucky Mountain Saddle Horse Association" (KMSHA), och startade ett register där folk kunde registrera hästar som skulle ingå i aveln för att återuppföda rasen. Strikta regler infördes för att försäkra sig om att rasens egenskaper skulle bibehållas. Ett mycket gott temperament, en naturligt medfödd extra fyrtaktig gångart och en någorlunda lik exteriör var några av de kriterier som Robinson fastställde för att få registrera sina hästar. 
Robinson ändrade sina kriterier något när han märkte att det även fanns ponnyer, hästar som gick under den fastställda tillåtna mankhöjden, som visade samma egenskaper och mjuka, bekväma gångart. 1992 öppnades därför ett extra register kallat Klass B där mindre hästar och ponnyer kunde registreras. I klass B registrerades alla hästar mellan 110 och 140 cm medan alla hästar som var över 140 cm registrerades som klass A. 
År 2002 startades en systerförening till KMSHA för att kunna registrera de många hästar som var skäckfärgade eller tigrerade, då dessa inte var tillåtna att registreras som Kentucky Saddle-hästar, eftersom enbart hela färger var tillåtna. Systerföreningen fick namnet "Spotted Mountain Horse Association" (SMHA) och dessa hästar kallas då Spotted mountain horse. 
År 2007 hade 20 000 Kentucky Mountain Saddle-hästar registrerats i föreningen sedan starten, varav 18 000 av dessa hästar lever idag. Nästan 10 000 av dessa återfinns i hemstaten Kentucky. Men då det inte går att bevisa att alla dessa hästar är av ren blodslinje från bergsfolkets hästar är Kentucky Saddlern snarare en specifik typ, och inte ännu en godkänd hästras. Idag samarbetar föreningen med University of Kentucky där man studerar DNA-prov från hästarna för att fastställa rasrenheten hos hästarna och universitetet har erkänt Kentucky Saddle- hästen som en egen ras. En häst som inte har registrerade föräldrar måste genomgå ett DNA-test för att fastställa släktskapet. Sedan 1 januari 2008 krävs det DNA-prov vid University of Kentucky för att registrera en häst. 
Föreningen har en ökning av registrerades individer som ligger på 25 % årligen, vilket gör Kentucky Saddle-hästen till en av de snabbast växande hästraserna i världen i modern tid. Ett antal hästar finns i de olika staterna i USA men hästar har även exporterats till Kanada och vissa länder i Europa. För att göra rasen med ren har nu stamboken och registret stängts för hästar som inte har registrerade föräldrar inom föreningen.

## Egenskaper
Trots att rasrenheten kan diskuteras vad gäller de registrerade hästarna så finns en strikt standard över hästarnas egenskaper som gör att skillnaderna mellan de olika individerna är mycket små. För att får registreras krävs det att hästen innehar den mjuka, bekväma fyrtaktiga gångarten och prov görs där hästen får gå i gångarten på en träbräda och fyra taktmässiga hovslag ska kunna höras. 
Den viktigaste egenskapen är det lugna och arbetsvilliga temperamentet. För att fastställa hästens temperament observeras den av två examinatörer från föreningen. Hästarnas exteriör bedöms även och hästen sa visa ädla och vackra drag, med en medellätt byggnad, lagom kraftig benstruktur och väl musklad kropp. Hästarna ska vara något atletiska och fungera som arbetshästar och ridhästar. Huvudet är attraktivt och proportionerligt med en rak nosprofil, väl definierad käke och med en bred och platt panna. 
Kentucky Mountain-hästen kan ha alla hela färger även om den mest eftertraktade färgen är en djup chokladbrun flaxfärg med ljus man och svans. Skäckfärgade (fläckiga) eller tigrerade (prickiga) hästar godkänns inte som en Kentucky Saddler men kan däremot registreras som en Spotted Mountain Horse. Hästarna får ha minimala vita tecken på ben och ansikte, men stora tecken i ansiktet och vita bentecken som går över knät är inte tillåtna. Vita fläckar under magen är tillåtet så länge det vita fältet inte överskrider storleken av en normal hand. De hästar som har för mycket vitt kan registreras som en Spotted Mountain Horse. Fram till 4 års ålder registreras en häst bara temporärt i föreningen då ett helfärgat föl fortfarande kan utveckla för stora vita tecken, eller utvecklas med exteriöra fel eller egenskaper som inte följer standarden. För att bli helt registrerad måste hästen vara över 4 år, följa standarden och var inriden så att man kan bedöma deras temperament under sadel. 
Mankhöjden varierar dock kraftigt hos rasen och alla hästar som följer standarden och är över 110 cm över manken är tillåtna. De som är mellan 110 och 140 cm registreras som en Klass B och hästar över 140 cm registreras som Klass A. Det finns ingen övre gräns hos rasen. Kentucky Mountain Saddle-hästen används främst för ridning, men kan även ibland klara av lättare jordbruksarbete.